# Lo Hobbit
(Thorin Scudodiquercia a Bilbo Baggins in Lo Hobbit, p. 353)
Lo Hobbit o la riconquista del tesoro (titolo orig. The Hobbit, or There and Back Again, ossia "Andata e ritorno"), noto comunemente come Lo Hobbit, è un romanzo fantasy scritto da J. R. R. Tolkien. La sua prima pubblicazione risale al 21 settembre 1937: vendendo complessivamente oltre 140 milioni di copie, lo ha reso una delle opere di maggior successo del XX secolo. È seguito dal celeberrimo Il Signore degli Anelli (The Lord of the Rings), la trilogia pubblicata in tre volumi tra il 1954 ed il 1955.
Il romanzo presenta alcuni importanti elementi, riconducibili alle altre opere di Tolkien sulla Terra di Mezzo: ad esempio l'Unico Anello sarà il tema centrale de Il Signore degli Anelli, mentre le antiche spade elfiche di Gondolin riportano alle storie narrate ne Il Silmarillion, opus maximum dell'autore, lasciato incompiuto e pubblicato postumo dal figlio Christopher Tolkien. Il tema dell'eroismo è centrale nell'opera, che è stata vista come una metafora della prima guerra mondiale dove contadini o persone di campagna in genere sono costrette a compiere atti di eroismo.
Lo Hobbit e gli altri due libri costituiscono un unico racconto che si dipana fra le quattro Ere in cui Tolkien divideva la sua subcreazione. Nella Prima Era, raccontata nel Silmarillion, hanno luogo la creazione del mondo assieme alla genesi delle varie razze (a parte quella degli Hobbit) e le vicende relative al primo Signore Oscuro, Melkor; durante la Seconda Era, su cui si possono trarre informazioni attraverso le appendici a Il Signore degli Anelli e l'Akallabêth, una sezione del Silmarillion, si assiste alla salita e alla caduta del grande regno degli Uomini di Númenor e alla creazione degli Anelli di Potere a opera degli Elfi, aiutati in questa impresa da Sauron, nuovo Signore Oscuro, poi sconfitto dall'Ultima Alleanza di Uomini ed Elfi. La Terza Era è quella in cui hanno luogo gli eventi di Il Signore degli Anelli e Lo Hobbit; durante essa si svolgono le vicende dei regni fondati dai Númenoreani superstiti, la missione ai danni del drago Smaug e gli episodi della Guerra dell'Anello contro Sauron redivivo.
Durante gli ultimi anni della Terza Era, a eroi Elfi, Umani e Nani di altissimo lignaggio si accostano i piccoli Hobbit della Contea, sbalzati al centro degli eventi dai fatti narrati in Lo Hobbit. Infine, nella Quarta Era, alla quale non è stata dedicata alcuna opera, ma i cui primi anni si possono trovare riassunti nelle appendici a Il Signore degli Anelli, gli Uomini prendono definitivamente le redini della Terra di Mezzo, mentre le altre razze si avviano a scomparire. Tolkien non scriverà storie ambientate nella Quarta Era del mondo, perché per lui la Terra di Mezzo perde assieme agli Elfi tutto il suo fascino e la sua bellezza.
Tolkien immagina il suo fantastico mondo in questa prima opera come un passato molto remoto rispetto all'attuale realtà storica, tant'è che gli Hobbit sono indicati come esseri che, per quanto siano molto difficili da vedere, un tempo ebbero un ruolo cruciale nell'estirpare il Male dal mondo.

## Genesi e pubblicazione
Libro per tutte le età, nacque, nelle intenzioni dello scrittore, come una fiaba per bambini; un'origine intuibile dal tono complessivo estremamente colloquiale e dalle numerose interruzioni (in parte scremate nelle versioni successive alla prima) in cui il narratore si rivolge al lettore incitandolo a leggere oltre per scoprire la fine della storia. Interruzioni di questo genere scomparvero assieme al tono favolistico nelle opere successive, non più intese come semplici fiabe, ma come storia di Arda, e per questo soggette a innumerevoli revisioni.
La prima versione ebbe una vita alquanto turbolenta. Iniziata alla fine degli anni venti su un pezzo di carta, venne poi pubblicata dalla Allen & Unwin dopo una recensione del figlio di Stanley Unwin, Rayner, di 10 anni. Secondo Unwin, infatti, non poteva esserci critico migliore, per un libro per bambini, che un bambino: suo figlio appunto, che ricompensava di solito con uno scellino per recensione. In seguito gli sarebbero state chieste altre recensioni o opinioni per le opere di Tolkien, che in parte rimasero private ed inedite a lungo. La traduzione della sua recensione è la seguente:
Accettato di stamparlo, la prima stampa, di sole 1500 copie e con illustrazioni in bianco e nero dell'autore stesso, avvenne nel settembre 1937 e andò esaurita già a dicembre dello stesso anno. La Houghton Mifflin di Boston e di New York creò per il 1938 un'edizione con quattro illustrazioni a colori, che furono poi incorporate nella seconda stampa inglese. Malgrado la popolarità del libro, lo stato pre-bellico causò scarsità di carta e rallentò l'iniziale espansione editoriale della prima edizione.
Seguirono a questa altre tre versioni dell'opera (1951 - 1966 - 1978). Oltre a lievi correzioni relative a nomi e altri dettagli, una revisione importante riguarda il resoconto della conquista dell'Anello da parte di Bilbo: mentre, nella prima versione, esso è il premio per la vittoria su Gollum nella gara di indovinelli, in quelle successive la sua appropriazione è descritta in termini che l'avvicinano piuttosto a un furto fortuito. Questo cambiamento si rese necessario per rendere il racconto coerente con la diversa visione dell'Anello sviluppata dall'autore ne Il Signore degli Anelli, di imminente pubblicazione. In realtà Tolkien non aveva ancora deciso se pubblicare o meno questa nuova versione, limitandosi a inviarla all'editore per valutazione, e fu sorpreso (ma non contrariato) quando si accorse della effettiva pubblicazione, notevole esempio di retcon. Ne Il Signore degli Anelli, Gandalf riprenderà questo cambiamento parlandone come di due distinti resoconti - dei quali solo il secondo veritiero - fatti da Bilbo in momenti diversi.
La popolarità dell'opera va oggi ben oltre il mero lettore. Il mercato collezionistico raggiunge cifre ragguardevoli per le prime edizioni. Per una semplice prima edizione si scende difficilmente sotto i 10.000 dollari in qualsiasi condizione, mentre copie nuove e firmate dall'autore possono addirittura arrivare a valere 100.000 dollari.
L'opera è indiscutibilmente conosciuta ed apprezzata a livello mondiale ed è stata tradotta in almeno 42 lingue o dialetti.
Riguardo alle varie versioni in inglese, c'è una nota scritta dallo stesso autore al suo editore in cui lo scrittore pone risalto su un proprio errore grammaticale, scioccante per un filologo: aver usato l'erroneo dwarves al posto del grammaticalmente corretto dwarfs o dello storico ma alquanto arcaico dwarrows. Pur riconoscendo il proprio involontario errore, l'autore non volle correggerlo, ritenendo che i Nani della sua saga, non essendo equivalenti al significato corrente bensì appartenenti una razza di creature diversa da Elfi e Uomini, potessero godere di un diverso plurale. In seguito Tolkien mantenne questa impostazione, al punto di rifiutare ogni correzione di dwarves in dwarfs operata dai correttori di bozze ne Il Signore degli Anelli.

## L'opera: origini e storia
Già il Tolkien giovane aveva un notevole interesse per le lingue, e da ciò iniziò a pensare che una lingua per evolversi doveva anche avere un popolo dietro, e perciò inizia a scrivere dei vari popoli che abitavano una fantastica Middle-Earth. Al contempo a scrivere le prime tracce, i primi spunti per Il Silmarillion.
Dal 1920 inizia a scrivere per bambini, queste sono Le lettere di Babbo Natale indirizzate ai figli che gli consentono di inventare una mitologia e storie fantastiche, col Cacciatore di draghi si ha un'ulteriore evoluzione della produzione tolkieniana, proprio in concomitanza con l'inizio della stesura de Lo Hobbit.
Tolkien afferma che l'ispirazione dell'opera derivava da epiche, mitologie e storie fantastiche: le fonti possono essere trovate nel Beowulf, Andrew Lang, i fratelli Grimm, William Morris ed altri; l'impulso più forte però può essere riscontrato nel The Marvellous Land of Snergs, di Edward Wyke-Smith, i cui protagonisti hanno tutti i connotati degli Hobbit: bassi, tarchiati ed amanti delle feste e del buon mangiare.

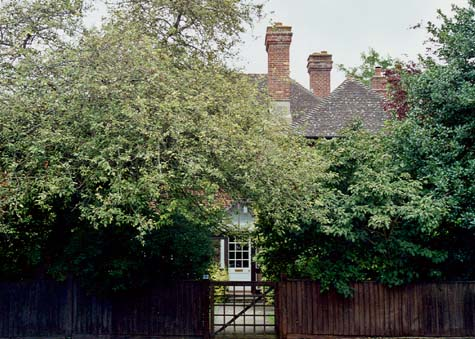
Casa Tolkien al 22 di Northmoor Road

La magica avventura di Bilbo ha un inizio ufficiale in un torrido pomeriggio estivo mentre Tolkien corregge dei compiti di letteratura inglese: uno degli esaminandi aveva lasciato una pagina bianca e gli viene di getto l'incipit del racconto, diventata una delle frasi più note di Tolkien:
(J. R. R. Tolkien, The hobbit)
da cui successivamente passò alla biografia degli hobbit e a comporre una storia. Un inizio ufficioso della storia è però dato dai due figli maggiori di Tolkien, John e Michael, che dissero di aver sentito elementi della storia già nella loro casa al 22 di Northmoor Road, ove abitarono fino al 1930, anche se questi elementi non sono ben chiari.
La storia dell'attuale versione dell'opera si può poi comprendere bene studiandone le sei versioni dattiloscritte conservate al Memorial Library Archives della Marquette University di Milwaukee. In questi infatti si possono vedere tutti i ripensamenti, tutte le modifiche e tutti gli abbozzi che porteranno alla stesura finale e tutte le partizioni del romanzo. Fra le varie differenze si ricorda il capo della spedizione dei nani, che si chiama Gandalf; il nome del mago, che è Bladorthin; il drago, che è nominato Pryftan. La cronologia della stesura dell'opera è però assai ardua da ricostruire con esattezza sia per la lentezza produttiva che per la mancanza di altri dati.
Una prima bozza, quasi definitiva, arriva alla Allen & Unwin in modi poco chiari. In ogni caso, alla fine del 1936 il dattiloscritto con cartine illustrative fu inviato alla casa editrice, che lo valutò positivamente. Le illustrazioni originali sono tutte opera dello stesso autore, che dispose personalmente molte istruzioni tipografiche. Successivamente alla prima edizione ridisegnò alcune immagini, mentre altre furono colorate.
Il primo annuncio di pubblicazione è del 6 febbraio 1937, venne già indicato come "la più piacevole storia del suo genere dai tempi di The Crock of Gold" e già paventati i possibili sbocchi in America. Il 21 settembre 1937 il libro fu pubblicato: il successo è immediato, e una seconda stampa è commissionata prima di Natale.
Già dall'inizio la critica dimostra un profondo interesse per l'opera. Nonostante l'indirizzo prevalente sia un pubblico di bambini, i critici lodarono la maestria e la profondità dell'autore, ma ne lamentarono anche una certa mancanza di originalità, o la volontà di mettere ostacoli deliberati e non naturali, mentre da altri fu additato come un futuro classico. In generale, il libro fu ben recepito; tra i paragoni, si registrano quelli con il già celebre Alice nel Paese delle Meraviglie di Lewis Carroll e con il poema epico Beowulf.
Humphrey Carpenter fa notare, nella sua opera biografica su Tolkien, la somiglianza fra l'autore e Bilbo: entrambi figli di donne vivaci, entrambe aventi due notevoli sorelle, figlie di un nonno che visse fino a tardissima età, appartenenti a famiglie rispettabili. Sia Bilbo che Tolkien erano inoltre di mezza età e inclini al pessimismo, pratici, sobri (nell'alimentazione) ed amanti dei cibi semplici e dei vestiti colorati quando potevano permetterseli.

## La cerca di Erebor
La cerca di Erebor è uno degli innumerevoli scritti inerenti alle avventure dei personaggi della Terra di Mezzo; in particolare, se vogliamo questo è il prequel de Lo Hobbit, in quanto narra come la storia ha avuto origine, cioè da alcuni incontri apparentemente casuali e dalla voglia di rivalsa di un coraggioso e famoso nano, Thorin Scudodiquercia.
Questo scritto postumo di Tolkien in origine doveva essere posto nell'appendice A de Signore degli Anelli, ma poi fu raccolto per questioni di spazio nei Racconti incompiuti e successivamente rivisto e riveduto dentro la Storia della Terra di Mezzo. Come per tutti gli scritti di Tolkien, anche questo è stato molto rimaneggiato nel corso degli anni e se ne conoscono numerose versioni: nei Racconti Incompiuti compare una versione denominata C, mentre lunghi tratti della versione B compaiono di seguito ad essa commentati dal figlio Christopher; nella seconda edizione di Lo Hobbit annotato, viene pubblicata la versione integrale B. Infine, la versione A è quella meno degna di nota, essendo con ogni probabilità la prima ad essere composta, ma comparsa solo in seguito alle altre due; la versione B è infatti una versione rielaborata e pulita, mentre la C è semplicemente una versione abbreviata. La voce narrante è esterna, ma informata dei fatti e racconta già in parte quello che avverrà alla fine.
La datazione è sicuramente posteriore alla seconda metà del 1953, in quanto lo scritto presenta alcuni riferimenti a pagine della Compagnia dell'Anello, le cui bozze furono inviate a Tolkien in tale periodo. Inoltre, una versione sintetizzata della Cerca stessa è riportata nelle Appendici del Ritorno del Re del 1955 (dove lo scritto era inizialmente previsto in forma completa, poi ridotta per ragioni di spazio). Per questi motivi, si può stabilire con relativa approssimazione che sia stato composto fra la seconda metà del 1954 e gli inizi del 1955.
La datazione interna degli eventi raccontati è altresì alquanto precisa, in quanto nel testo si fa menzione del fatto che gli eventi qui narrati si verifichino alla fine di aprile, mentre in seguito è chiaramente datato 25 aprile 2941 l'incontro con Bilbo e risale a una settimana prima circa il secondo incontro tra Gandalf e Thorin, figlio di Thráin, figlio di Thrór, Re sotto la Montagna.
Il testo inizia con un breve resoconto delle disgrazie dei nani della stirpe di Durin e della voglia di rivalsa di Thorin Scudodiquercia, Re sotto la Montagna in esilio. Da ciò inizia la vera e propria trattazione di come sono stati scatenati gli eventi che hanno portato alle avventure de Lo Hobbit.
Gandalf e Thorin si incontrano fortuitamente il 15 marzo 2941 presso la città di Brea e da ciò i pensieri di Gandalf si iniziano a concretizzare. Gandalf sapeva infatti già da tempo che Sauron si stava ridestando, ma non conosceva ancora quale sarebbe stata una sua mossa possibile anche se la distruzione di Lórien o Gran Burrone sarebbero stati ottimi obiettivi essendoci contro di lui solo pochi nani dei Colli Ferrosi e uomini della Città del Lago, quindi doveva costringerlo con l'aiuto del Bianco Consiglio a fare mosse affrettate, come farlo fuggire dalla sua roccaforte di Dol Guldur.
L'incontro fortuito con Thorin Scudodiquercia andava perfettamente a genio a Gandalf, perché per mettere in sicuro il nord gli serviva un nemico sia degli orchi che di Smaug, e chi meglio del Re sotto la Montagna in esilio poteva mai esserlo? C'era però anche il compito di istruire gli hobbit sui pericoli del mondo: sarebbe stato troppo lungo istruire un popolo, ma si doveva partire da una persona a cui piacesse viaggiare e fosse ben disposto verso avventure anche pericolose. Bilbo era un perfetto esempio di ciò che voleva Gandalf: in lui c'erano sia la stravaganza dei Tuc sia la solidità dei Baggins, perciò a tale scopo egli ne era un ottimo modello, essendo anche molto curioso sugli hobbit andati via dalla Contea.
Dopo questi incontro con Thorin, Gandalf iniziò a mettere assieme molti tasselli di un mosaico di cui non sapeva il disegno: anni prima, nella fortezza di Dol Guldur, aveva trovato nelle segrete un nano che gli aveva consegnato una mappa appartenuta alla gente di Durin con una chiave. A questo punto, egli capisce quindi che quel povero nano morente era Thráin II, il padre di Thorin.
Nel secondo incontro con Thorin, Gandalf espone il suo piano per l'impresa: sarà un'azione furtiva che richiederà poche, ma fidate persone. Nell'impresa dovrà poi esserci uno hobbit, essendo questi "coraggiosi all'accortezza", e non avendo Smaug mai sentito il loro odore non sarà insospettito, almeno all'inizio, dalla sua presenza. Bilbo sarà quindi il loro scassinatore, ma Gandalf orchestra tutto a puntino: infatti, nei suoi pensieri sa già che lo hobbit sarà restio e reticente all'inizio, ma poi non si volterà indietro, perciò consiglia ai nani di preparare tutto in anticipo.

## Trama
(J. R. R. Tolkien, Lo Hobbit)

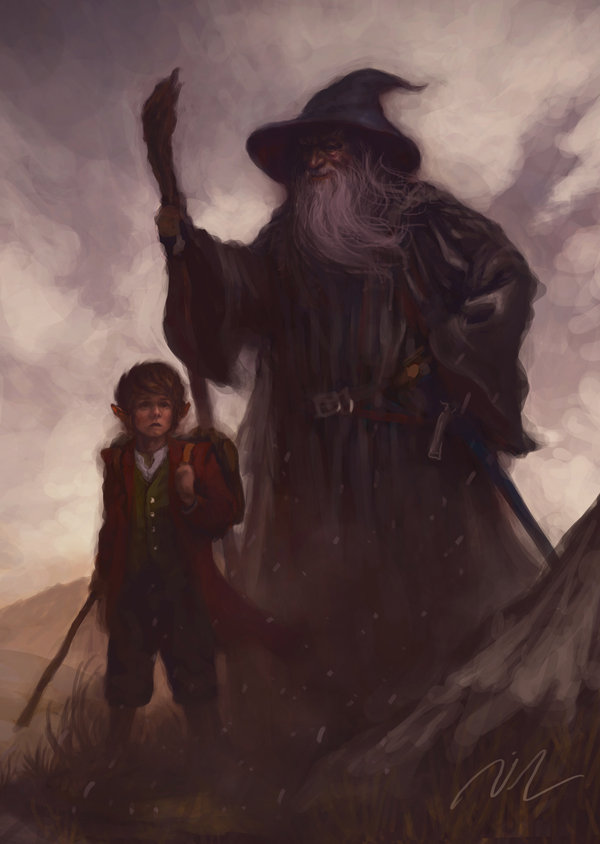
Bilbo e Gandalf, rappresentazione artistica di Joel Lee.

Bilbo sta tranquillamente fumando la sua erba pipa sull'uscio di casa quando arriva Gandalf, un famoso stregone, che gli propone di prendere parte ad un'avventura. Lo hobbit esita di fronte alla proposta dello stregone dicendo che gli hobbit sono gente tranquilla, ma il giorno successivo fa la conoscenza di un gruppo di nani composto da Thorin e dai 12 suoi congiunti ed amici: Balin, Dwalin, Fíli, Kíli, Dori, Nori, Ori, Óin, Glóin, Bifur, Bofur e Bombur. La faccenda prende una brutta piega per Bilbo, che viene chiamato all'avventura col ruolo di "scassinatore": gli obiettivi sono infatti quelli di riconquistare la Montagna Solitaria e di recuperare un immenso tesoro sorvegliato dal feroce drago Smaug, che in passato, quando sotto la Montagna regnava Thrór, il nonno di Thorin, prima aveva devastato la vicina città di Dale, poi si era insediato nella Montagna e aveva sottratto il tesoro ai nani, costringendoli all'esilio. La missione sembra impossibile, ma Gandalf mostra ai presenti una mappa della Montagna, che rivela l'esistenza di un ingresso segreto, e una chiave: esse erano state consegnate allo stregone molti anni prima da un morente Thráin, il padre di Thorin, mentre questi era rinchiuso nelle segrete del misterioso Negromante. Thráin aveva a sua volta ereditato la mappa e la chiave dal padre Thrór, che gliele consegnò prima di avventurarsi nelle miniere di Moria, dove fu ucciso dall'orco Azog. Dopo una notte di titubanza, Bilbo decide di accettare la proposta, e il giorno successivo si incammina con i nani.
Durante il cammino, Bilbo e i nani incappano in alcuni troll, i fratelli Berto, Maso e Guglielmo, che li catturano. Essi vengono però salvati da Gandalf, che con uno stratagemma fa in modo che i tre troll si tramutino in pietra al sorgere del sole. Il gruppo giunge così a Gran Burrone, dimora di Elrond, che li aiuta a decifrare la mappa di Thorin: la porta segreta è visibile soltanto nel Giorno di Durin, cioè il capodanno nanico. Una volta ripartiti, mentre stanno dormendo in una grotta delle Montagne Nebbiose, il pavimento magicamente si apre: Bilbo e i nani vengono catturati da alcuni orchi, che li portano al cospetto del Grande Goblin. Vengono però salvati nuovamente dallo stregone, che uccide il Grande Goblin e guida il gruppo verso l'uscita. Mentre il gruppo sta fuggendo dagli orchi, Bilbo rimane indietro e finisce nella caverna della creatura Gollum, dove raccoglie un anello. Lo hobbit ingaggia una gara di indovinelli con Gollum e la vince, ma questi, che ha capito che Bilbo ha trovato il suo prezioso anello, tenta di ucciderlo. Bilbo riesce però a salvarsi infilandosi l'anello e, dal momento che questo ha il potere di rendere invisibile colui che lo indossa, potrebbe a sua volta uccidere Gollum ma, poiché prova pietà per lui, decide di risparmiarlo. Una volta trovata la via d'uscita, Bilbo raggiunge Gandalf e i nani all'esterno delle Montagne dove, una volta calata la notte, vengono attaccati dagli orchi e dai mannari. Essi sono però salvati dalle aquile, che li conducono nei pressi del territorio di Beorn, un mutatore di pelle in grado di trasformarsi in un orso.

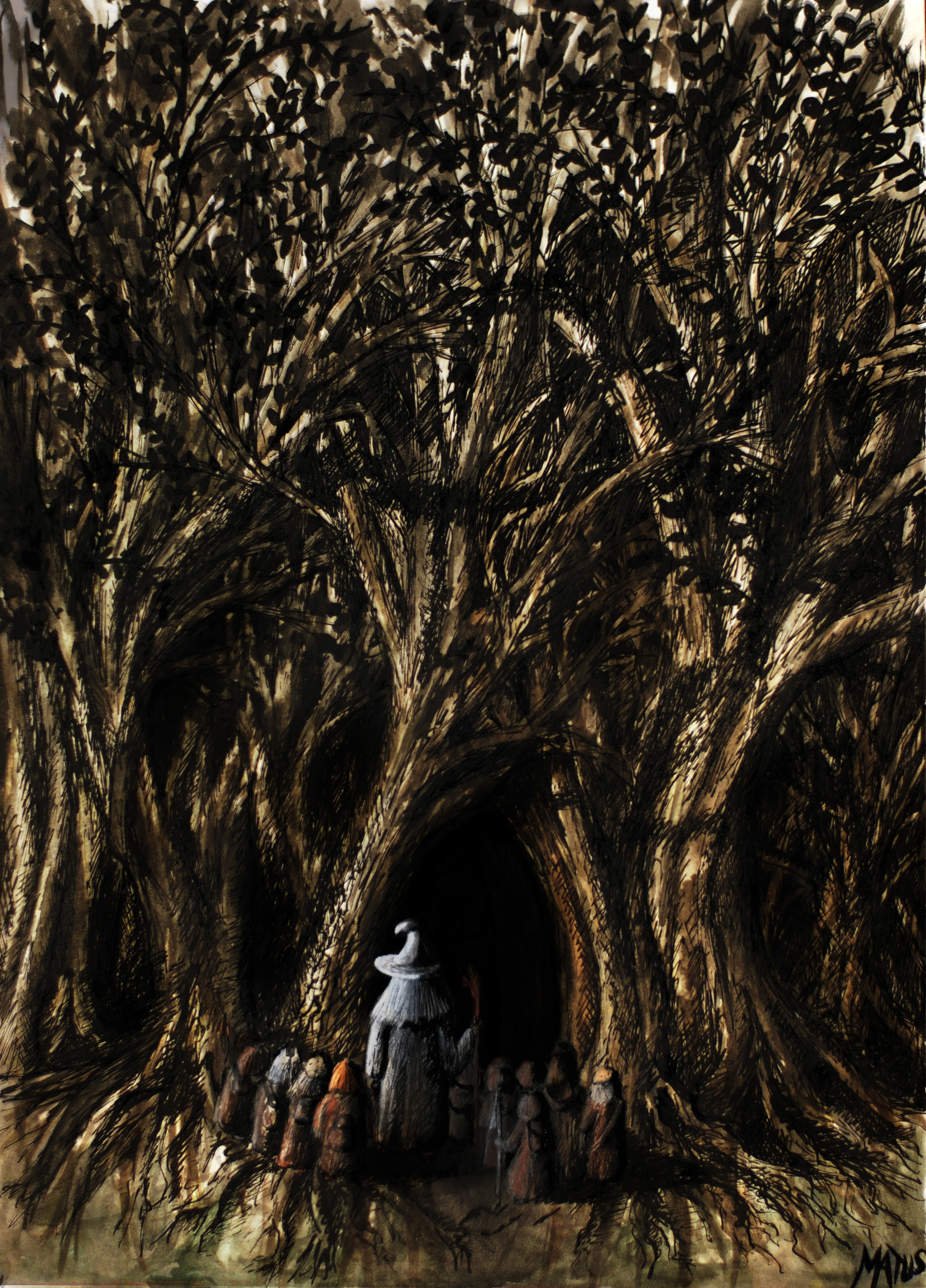
Entrata del Bosco Atro

Una volta che la compagnia è in procinto di attraversare il Bosco Atro, Gandalf abbandona i compagni, dicendo che deve occuparsi di altre faccende. All'interno della foresta, i nani vengono catturati dai ragni, ma sono salvati da Bilbo, che si serve dell'anello trovato nella caverna di Gollum. I nani, tuttavia, vengono catturati dagli elfi silvani e portati al cospetto del loro re Thranduil, che li imprigiona nelle celle sotterranee. Ancora una volta, è Bilbo, entrato di nascosto nel Reame Boscoso grazie all'anello, a risolvere la faccenda: egli ruba le chiavi delle celle e libera i nani, che vengono sistemati in alcuni barili, mentre lo hobbit cavalca uno di essi con l'anello al dito. I compagni giungono così nella città di Pontelagolungo, dove vengono accolti con grandi festeggiamenti dalla popolazione locale e dal governatore: essi infatti sperano che il drago Smaug venga presto cacciato dalla Montagna Solitaria e che la prosperità possa tornare nelle loro terre, quindi il governatore della città rifornisce i compagni per il prosieguo del loro viaggio.
Una volta arrivata alla Montagna nel Giorno di Durin, la compagnia trova la porta segreta e riesce ad aprirla. Bilbo viene quindi mandato ad esplorare la tana del drago: egli si infila nuovamente l'anello e ruba alcune coppe, risvegliando così la bestia. Dopo un lungo ed enigmatico dialogo con Smaug, in cui non rivela mai la sua identità, anche se lascia intuire la presenza dei nani e la sua provenienza da Pontelagolungo, lo hobbit scorge un punto in cui la corazza non protegge bene il petto del drago. Questi, irritato a causa di un'affermazione infelice di Bilbo, decide di vendicarsi degli abitanti della Città del Lago, che avevano aiutato i nani, perciò si dirige verso Pontelagolungo, sfogandosi sugli inermi abitanti e distruggendo la città. Viene però ucciso da Bard, un lontano discendente dell'ultimo Signore di Dale Girion, che scocca la sua freccia centrando il punto debole del drago.

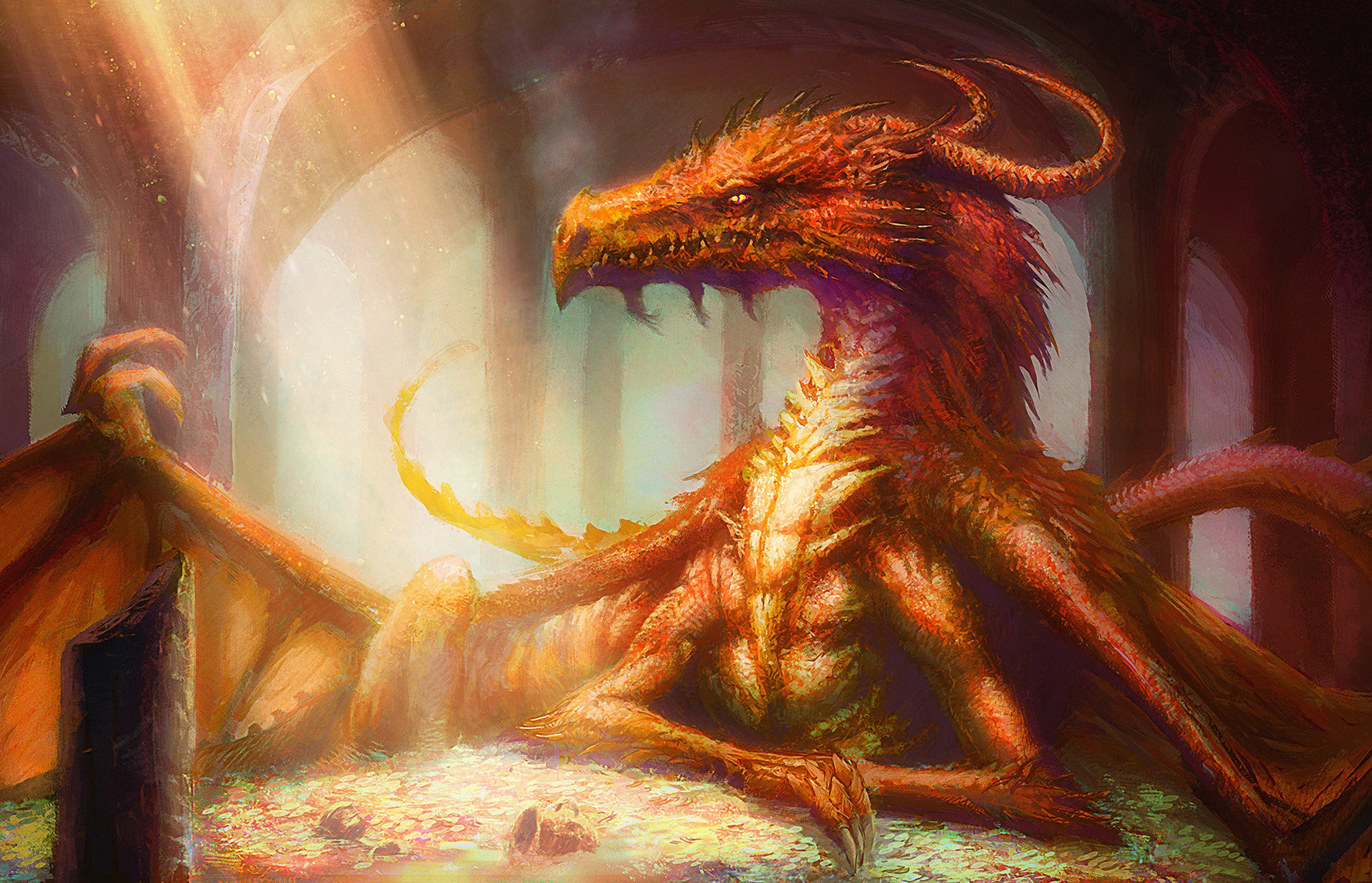
Smaug nella Montagna Solitaria, rappresentazione artistica di David Demaret.

Mentre i nani riprendono possesso del loro tesoro, Bilbo trova l'Arkengemma, il gioiello più prezioso della famiglia di Thorin, e decide di non rivelarlo agli altri. Alcuni giorni dopo gli elfi silvani e gli uomini di Pontelagolungo, guidati rispettivamente da Thranduil e da Bard, arrivano alle pendici della Montagna e reclamano una parte del tesoro come compensazione per le perdite causate da Smaug, ma Thorin, che nel frattempo ha chiesto aiuto ai suoi consanguinei dei Colli Ferrosi, non vuole sentire ragioni, perciò la Montagna viene assediata. Al fine di sbloccare le trattative, Bilbo decide di dare agli assedianti l'Arkengemma, venendo per questo lodato da Gandalf, che ricompare improvvisamente dopo aver lasciato i suoi compagni all'ingresso di Bosco Atro.

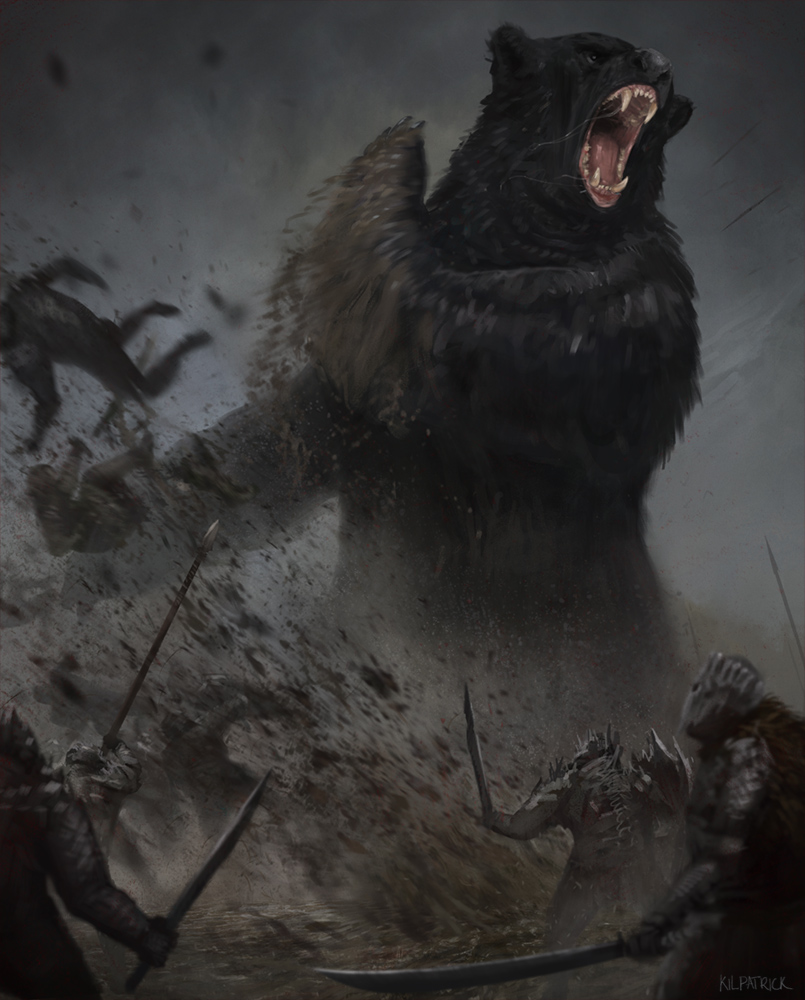
Beorn durante la battaglia dei cinque eserciti, rappresentazione artistica di JMKilpatrick

Quando gli assedianti mostrano l'Arkengemma a Thorin, però, questi si infuria nei confronti di Bilbo e lo espelle dalla compagnia. Il giorno successivo, arriva dai Colli Ferrosi una legione di nani guidata da Dáin: tutto lascia presagire uno scontro fra i nani da un lato e gli uomini e gli elfi dall'altro, ma all'improvviso giungono sul campo di battaglia orde di orchi e mannari guidate da Bolg, figlio di quell'Azog che Dáin aveva ucciso alle porte di Moria al culmine della guerra tra nani e orchi, combattuta per vendicare la morte di Thrór: ha così inizio la battaglia dei cinque eserciti, che termina con la vittoria di elfi, nani e uomini grazie all'arrivo provvidenziale delle aquile e soprattutto di Beorn che, giunto sul campo di battaglia in forma di orso, sbaraglia con facilità i nemici e ne uccide il capo. Tuttavia, Thorin e i suoi nipoti Fíli e Kíli rimangono uccisi in battaglia. Prima di morire, Thorin riesce a riappacificarsi con Bilbo, che durante l'intera battaglia aveva indossato l'anello ed era svenuto subito dopo l'arrivo delle aquile a causa di una pietra cadutagli in testa, per le parole con cui si erano lasciati ed a causa delle quali avevano rotto la loro amicizia.
Dáin diventa il nuovo Re sotto la Montagna, e distribuisce saggiamente le ricchezze riconquistate. Bilbo chiede "solo" un paio di bauli, uno d'argento e uno d'oro, visto che sarebbe stato oltremodo difficile e pericoloso trasportare delle ricchezze maggiori. Durante il viaggio di ritorno, mentre Bilbo e Gandalf sono nuovamente ospiti di Elrond a Gran Burrone, scopriamo che Gandalf aveva abbandonato la compagnia per recarsi ad un consiglio di stregoni, i quali tutti insieme erano poi riusciti a scacciare il misterioso Negromante dalla fortezza a sud di Bosco Atro. Una volta tornato a casa, però, Bilbo scopre di essere stato dichiarato morto e che tutti i suoi averi sono stati messi all'asta e quasi tutti venduti. Dopo questa incredibile avventura, oltre ad aver perso una parte dei mobili, ha perso anche la rispettabilità: tutti lo considerano alquanto strano e un tipo poco raccomandabile. Tuttavia, gli fanno spesso visita i suoi amici, ed inizia anche a scrivere un libro: Andata e ritorno, le avventure di uno hobbit.

## Personaggi
Il libro è molto ricco di personaggi e razze, a partire dagli hobbit e nani per continuare con umani ed elfi, questi ultimi che occupano nelle opere tolkieniane una connotazione del bene mentre in genere nelle saghe nordiche hanno una connotazione di esseri maligni o dispettosi in genere.
Gli hobbit sono immaginati dall'autore come esserini più piccoli dei nani ed imberbi, figure quasi umane, non conigli "fatati", con un po' di pancia e le gambe corte, una faccia tonda e gioviale, orecchie leggermente elfiche, capelli corti, coi piedi pelosi e ben vestiti.
I nani sono avidi di ricchezze ma al contempo severi, coscienziosi e leali, infatti nel contratto assicurano a Bilbo degna sepoltura se non dovesse andare bene la spedizione ed in caso di guadagno, lui avrà un quattordicesimo dei profitti. I nani da come si scoprirà possedevano uno degli anelli magici dell'Oscuro Signore Sauron, questi non li corrompevano e non li facevano avvizzire come le altre razze ma li rendevano avidi di ricchezze oltre la loro normale cupidigia. Quasi tutti i nomi dei nani sono stati tratti da un elenco di nomi di nani elencati nell'antico poema norreno Vǫluspá. Alcuni sono invece inventati di sana pianta per poter dare vincoli di parentela con altri nomi.
Gli elfi sono appena delineati in questa opera, sono visti allegri senza confini come quelli di Gran Burrone, infatti non si preoccupano di parlare di cose cupe che non dovrebbero mai essere nominate mentre quelli di Bosco Atro sono delineati come amanti delle feste.
- Bilbo Baggins è un perfetto esempio di uno hobbit[20][21]: ha da parte Baggins una lunga sfilza di parenti perfettamente sobri e rispettabili, la gente non doveva nemmeno chiedere il loro parere perché era già noto, mai avuto problemi di sorta con nessuno, da parte di madre al contempo c'era una nota di pazzia agli occhi degli hobbit, si diceva infatti che i Tuc discendessero anche da una fata, o i maligni dicono orchi, i loro membri erano amanti delle avventure, rispettati ed indiscutibilmente ricchi, oltre che Conti della Contea. Nella descrizione di Bilbo si può poi riscontrare un'auto-descrizione dello stesso autore come fa notare Carpenter nella sua Biografia di Tolkien, in quanto tutti e due figli di donne intraprendenti, discendenti da solide famiglie e pratici, sobri e amanti dei panciotti e dei cibi semplici[22]. Si unisce all'avventura quasi di malavoglia, ma si rivelerà particolarmente utile in più occasioni e avrà un ruolo determinante nella caduta di Smaug.
- Thorin Scudodiquercia è il fiero e solenne[23][24] capo della compagnia dei 13 nani della spedizione. Egli è il nipote di Thrór, l'illustre "Re Sotto la montagna", cosiddetto perché regnò sulle terre comprese tra Dale e la Montagna Solitaria, fino all'arrivo del drago Smaug, che costrinse i nani e gli umani ad abbandonare quelle ricche terre. All'inizio non s'illude di poter sconfiggere Smaug per poter riacquisire il regno che gli spetta di diritto, ma intende recuperare almeno parte dell'enorme tesoro custodito all'interno della Montagna; ambisce soprattutto a ritrovare l'Arkengemma, la mistica gemma di rara bellezza ed infinito pregio andata perduta quando la reggia della montagna è stata occupata da Smaug.
- Balin, Dwalin, Fíli, Kíli, Dori, Nori, Ori, Óin, Glóin, Bifur, Bofur e Bombur sono i 12 nani che accompagnano il nobile Thorin durante la spedizione verso la Montagna Solitaria. Fíli e Kíli sono particolarmente devoti al capo della spedizione, poiché uniti da un legame di parentela (Thorin è infatti il loro zio).
- Gandalf (in questo racconto ancora privo dell'appellativo "il Grigio") è uno stregone di nota fama che è solito recarsi nella Contea, dove allieta gli hobbit con degli spettacoli pirotecnici[25]; invita Bilbo Baggins ad unirsi alla spedizione dei nani in veste di scassinatore. Sebbene i suoi poteri siano di notevole utilità durante il viaggio, deve abbandonare il gruppo prima di entrare a Bosco Atro, per recarsi a Sud, promettendo tuttavia di ricongiungersi allo hobbit e ai nani prima della fine della loro avventura.
- Berto, Maso e Guglielmo sono i tre Troll che Bilbo e la compagnia di Thorin Scudodiquercia trovano lungo il loro cammino per Erebor. Sono molto stupidi e facilmente ingannabili.
- Elrond è un mezzelfo Signore di Gran Burrone (l'Ultima Casa Accogliente) ed è uno dei più potenti Elfi dei Tempi Antichi rimasti nella Terra di Mezzo durante la Terza Era.
- Ogrod il Grande Goblin è il capo dei Goblin che catturano la spedizione diretta ad Erebor. Viene chiamato anche Re dei Goblin o Malevolenza.
- Gollum è un hobbit della stirpe degli Sturoi che è stato deformato sia nel corpo che nella mente dal possesso prolungato dell'Unico Anello.
- Beorn è un uomo dei boschi, dotato non solo di un fisico poderoso ma anche dell'abilità di tramutarsi in orso, nella cui forma preferisce permanere per la maggior parte del tempo, vive in una dimora isolata ad est delle Montagne Nebbiose e a ovest di Bosco Atro, dove alleva cavalli e api; sebbene non sia particolarmente ospitale, accudisce i quindici membri della spedizione dopo la loro disavventura con gli orchi, e li rifornisce di pony e di provviste, oltre che di indicazioni per superare l'intricata e pericolosa selva di Bosco Atro.
- Thranduil (ne Lo Hobbit viene però chiamato semplicemente Re degli Elfi, mentre il nome gli viene attribuito ne Il Signore degli Anelli) è il Re degli Elfi silvani del Bosco Atro. Nel romanzo imprigiona i Nani durante il viaggio verso Erebor.
- Il Governatore della Città del Lago, il cui nome non è conosciuto, è un personaggio avido e corrotto che mette sempre i propri interessi e la propria sicurezza davanti a quelli degli altri.
- Smaug (o Smog a seconda dell'edizione) è un drago di notevole potenza, non di enormi dimensioni rispetto ai draghi del Silmarillion, ma agilissimo nel volo e corazzatissimo (eccetto per il suo fatale punto debole), noto per aver distrutto sia la città umana di Dale sia il regno nanico su Erebor, la Montagna Solitaria. Da allora custodisce personalmente l'enorme tesoro razziato ai nani, e affligge le terre circostanti la montagna depredandole per ricavarne nutrimento. Sebbene sia molto pigro e negli ultimi anni non sia stato avvistato dagli abitanti dell'avamposto più vicino, Città del Lago, è particolarmente spietato verso chiunque osi penetrare in quello che considera il proprio territorio.
- Bard l'Arciere è il discendente di Girion, Signore di Dale al momento dell'attacco di Smaug. È molto amato dal popolo della Città del Lago, che lo preferisce al Governatore avido e corrotto.
- Dáin II Piediferro è il Signore dei Colli Ferrosi, nonché cugino di secondo grado di Thorin Scudodiquercia. Egli accorre alla Montagna Solitaria in aiuto del cugino, che non ha alcun interesse a dividere il tesoro della Montagna con Elfi e Uomini.
- Bolg è un gigantesco orco a capo dell'esercito di orchi e di mannari che attaccano Erebor dopo la dipartita di Smaug. È il figlio di Azog, che fu ucciso da Dain nella Battaglia di Azanulbizar; l'attacco ad Erebor è effettuato anche come vendetta per l'uccisione di suo padre.
- Il Negromante è un malvagio stregone che vive e infesta con la sua magia la fortezza di Dol Guldur e la circostante area di Bosco Atro. Sebbene non appaia direttamente, viene citato in alcune occasioni: in primo luogo, durante la riunione a casa di Bilbo Gandalf afferma che Thráin, il padre di Thorin, ne fu fatto prigioniero per poi morire dopo aver consegnato a Gandalf, che stava ispezionando la fortezza, la mappa e la chiave di Erebor; in un impeto di rabbia, Thorin propone di attaccare Dol Guldur e il Negromante, ma Gandalf afferma che è un nemico molto al di sopra delle possibilità di tutti i nani messi assieme. Durante il viaggio di ritorno, mentre Bilbo e Gandalf vengono nuovamente ospitati a Gran Burrone, Gandalf racconta a Elrond la cacciata del Negromante da Dol Guldur. Ne Il Signore degli Anelli, scopriamo che il Negromante è Sauron.

## Ambientazione
Il romanzo ha luogo nel mondo fantastico chiamato Terra di Mezzo. Questo continente ormai scomparso, a cui Tolkien dedica molte delle sue opere, è abitato da mostri e creature fantastiche molto spesso ostili agli uomini, come orchi e Troll; ma anche da razze pacifiche come elfi, nani e hobbit. Questi hanno ognuno dei loro regni e delle zone in cui abitano in prevalenza: gli hobbit nella Contea, gli elfi a Gran Burrone, Lothlórien e Bosco Atro, gli orchi a Mordor e sulle Montagne Nebbiose, i nani sui Colli Ferrosi e gli Ered Luin (i Monti Azzurri); gli umani sono sparsi un po' dappertutto ma con una concentrazione all'imboccatura del Bosco Atro (nello specifico, questi sono gli Uomini della Foresta, capeggiati da Beorn, l'uomo-orso).
La storia si svolge principalmente nel nord di quella che è considerata propriamente la Terra di Mezzo, fra l'Eriador e le Terre Selvagge. Gran parte degli eventi però avrà luogo nelle vicinanze della Città del Lago.
Non si hanno molti riferimenti geografici in questa opera, probabilmente perché l'autore non ha ancora bene in mente la geografia fantastica della sua opera che preciserà poi ne Il Signore degli Anelli, non si fa riferimento né al villaggio di Brea né ad altri punti di riferimento inframezzati fra Hobbiville e Gran Burrone prima di raggiungere i confini delle terre degli elfi. Qui poi c'è una profonda discrepanza fra Lo Hobbit e Il Signore degli Anelli: infatti i cammini fra i due resoconti non corrispondono e questo ingenera grandi contraddizioni per esempio fra i curatori di mappe dei cammini dei personaggi.

## Lo Hobbit annotato
Lo Hobbit annotato è un'opera del 1988 di Douglas A. Anderson edita per commemorare il cinquantesimo anniversario di pubblicazione americana di Lo Hobbit. Nel 2002 ne esce una seconda edizione con un'impostazione totalmente rivista dall'autore.
Il compito, a detta dello stesso autore, non è quello di rendere più chiara l'opera bensì di approfondire la vita ed i collegamenti con le altre opere tolkieniane oltre che di evidenziare modifiche della stessa nel corso delle edizioni o le opinioni dello stesso autore. Caso emblematico è quello già descritto degli indovinelli di Gollum, ma ci sono anche notevoli ripensamenti sui nomi dei personaggi e su parti del testo rese più scorrevoli o semplicemente modificate nel corso degli anni. Sono state poi aggiunte molte illustrazioni a varie edizioni in varie lingue dell'opera con commenti in parte dovuti all'autore, che in alcuni casi le definiva orribili mentre in altri si fanno vedere le differenti interpretazioni degli hobbit da vari illustratori.
Nella seconda edizione a differenza della prima le note sulle revisioni al testo sono incorporate nel testo; è stata aggiunta una sezione inerente a La cerca di Erebor che è un racconto di come si sono originate le vicende che saranno poi narrate nel libro. Infine c'è una sezione contenente una selezione di saggi critici sull'opera, come ad esempio un'approfondita analisi sulla voce narrante di P.E.Thomas.

## NeIl Signore degli Anellidi Peter Jackson
Nel film La Compagnia dell'Anello - a parte i riferimenti già presenti nel romanzo ed essenziali per la trama, come il ritrovamento dell'anello da parte di Gollum e poi di Bilbo - Lo Hobbit compare anche in altri rimandi e citazioni, seppure implicitamente. Quando, infatti, a Gran Burrone, Frodo apre il libro che Bilbo ha completato, il breve testo che riusciamo a vedere si rivela tratto, appunto, da Lo Hobbit, sebbene la faccenda sia narrata in prima persona e vari in alcuni punti.
Ad esempio, nella prima pagina che Frodo apre, a destra è visibile una cartina geografica della zona di Gran Burrone, mentre a sinistra si legge una parte del testo scritto, che recita:
Questo testo riprende la fine del capitolo "Un breve riposo", che recita:
(J.R.R. Tolkien, Lo Hobbit, cap. 3)
Inoltre il Libro Rosso è citato anche nell'edizione speciale in DVD di La Compagnia dell'Anello, quando Bilbo viene ripreso mentre si accinge a cominciare la scrittura del libro sulle sue avventure e poi a Gran Burrone quando lo mostra a Frodo.
In più, ne La Compagnia dell'Anello, quando Gandalf entra nella casa di Bilbo e curiosa tra le mappe in soggiorno, ne prende una incorniciata: chiaramente la Mappa di Thrór (riconoscibile dal Drago Rosso Smaug, la Montagna Solitaria e la mano sulla sinistra che indica le rune naniche). Sempre ne La Compagnia dell'Anello, nella medesima scena sopra riportata, mentre Gandalf curiosa fra le mappe, si può distintamente sentire Bilbo elencare le pietanze che i nani chiedono una volta arrivati. Precisamente si tratta delle richieste di Bifur e Bofur, oltre che le pietanze che Gandalf stesso chiede a Bilbo quando si allontana nella dispensa.

## Lo Hobbitdi Peter Jackson
Da Lo Hobbit sono tratti tre film diretti e prodotti da Peter Jackson in Nuova Zelanda. Il primo film è intitolato Lo Hobbit - Un viaggio inaspettato ed è uscito negli Stati Uniti il 14 dicembre 2012 e in Italia il 13 dicembre 2012. Il secondo film, Lo Hobbit - La desolazione di Smaug, è uscito negli USA il 13 dicembre 2013 (in Italia il 12 dicembre 2013), mentre per il terzo, Lo Hobbit - La battaglia delle cinque armate, l'uscita è stata il 17 dicembre 2014. Gli attori sono Martin Freeman, Richard Armitage, Ian McKellen, Andy Serkis, Aidan Turner, Elijah Wood; Dean O'Gorman, Graham McTavish, John Callen, Mark Hadlow e Peter Hambleton. A fine luglio 2012 è rimbalzata sui principali media la notizia sorprendente che la produzione, in particolare Emmerich, aveva sollecitato a Jackson un terzo capitolo della saga de Lo Hobbit, che avrebbe dovuto attingere non solo al romanzo omonimo, ma anche alle appendici de Il Signore degli anelli. Il regista ha dichiarato che, durante la proiezione riservata alla produzione dei primi due capitoli era emersa l'esigenza di mostrare qualcosa di nuovo e inatteso riguardo all'immenso materiale tolkieniano.

## Opere derivate

### Parodie
- La parodia seguito de Il Signore dei Tranelli, Lo Sghorbit, dell'Harvard Lampoon, riprende questo testo.
- Una parodia de Lo Hobbit — intitolata Lo scrobbit — è stata pubblicata nel 2004 dallo scrittore italiano Joey Luke Bandini pseudonimo di Gianluca Bedini.

### TV
- Una versione animata è stata prodotta da Rankin/Bass negli USA nel 1977.
- La serie per bambini della BBC Jackanory fece un adattamento de Lo Hobbit nel 1979.
- Skazočnoe putešestvie mistera Bil'bo Begginsa, Chobbita (Сказочное путешествие мистера Бильбо Беггинса, Хоббита) è un film sovietico del 1985 diretto da Vladimir Latishef per la tv di Leningrado, liberamente tratto dal romanzo.

### Versioni parlate
- La BBC Radio 4 crea un radio-dramma The Hobbit, adattato da Michael Kilgarriff in otto parti (4 ore) dal settembre al novembre 1968. Le voci sono di Anthony Jackson come voce narrante, Paul Daneman come Bilbo e Heron Carvic come Gandalf.
- Una versione su musicassette del libro letto da Nicol Williamson per la Argo Records è stata prodotta nel 1974.
- La compagnia radio americana The Mind's Eye ha prodotto un adattamento audio in 6 cassette da 1h ciascuna nel 1979.

### Fumetti
Un adattamento in tre parti è stato pubblicato dalla Eclipse Comics nel 1989. Scritto da Chuck Dixon e Sean Deming, illustrato da David Wezel, una seconda versione, questa volta in un volume, è stata pubblicata nel 2001 dalla Del Rey Books; in Italia è Lo Hobbit a fumetti.

### Giochi
- Lo Hobbit è stato oggetto di molti giochi da tavolo, fra cui The Lonely Mountain (1984), The Battle of Five Armies (1984) e The Hobbit Adventure Boardgame (1997), tutti pubblicati dalla Iron Crown Enterprises, poi The Hobbit (2010) di Reiner Knizia e The Hobbit: An Unexpected Journey (2012)
- La Games Workshop ha prodotto il wargame da tavolo Battle of Five Armies; basato su figurine da 10mm e su un adattamento delle regole di Warmaster
- Sono stati creati svariati giochi, ufficiali e no, basati sulla storia. Uno dei primi è stato The Hobbit (vincitore del Golden Joystick Award for Strategy Game of the Year 1983), creato nel 1982 per la maggior parte dei calcolatori (da ZX Spectrum e Commodore 64 a Dragon 32 e Oric). Con accordo degli editori in ogni confezione c'era una copia del romanzo.
- Sierra Entertainment nel 2003 ha pubblicato un Lo hobbit per PC, PlayStation 2, Xbox, Nintendo GameCube e una simile per Game Boy Advance
- Nel 2014, è stato rilasciato il videogioco LEGO LEGO Lo Hobbit, sviluppato da Traveller's Tales.

## Influenza nei media

### Musica
- The Ballad of Bilbo Baggins di Leonard Nimoy, parte del suo album del 1968 Two Slides of Leonard Nimoy, racconta le vicende del libro nei 2 minuti della canzone. Il video della canzone diventò un piccolo fenomeno di Internet nel 2000 quando fu annunciata la trilogia de Il Signore degli Anelli.
- The Bard's Song: The Hobbit è una traccia dell'album Somewhere Far Beyond dei Blind Guardian.
- Il trio canadese rock Rush fa riferimento a Rivendell nell'album del 1975 Fly by Night nell'omonima canzone.

## Edizioni italiane
- Lo hobbit o la Riconquista del Tesoro, traduzione di Elena Jeronimidis Conte, Collana Biblioteca n.47, Milano, Adelphi, 1973. - Bergamo, Euroclub, aprile 1980; Appendice didattica di Sergio Bitossi, Collana Narratori moderni per i giovani, Milano, Bompiani, 1986; illustrazioni di Michael Hague, Milano, Mondadori, ottobre 1986; Milano, Club degli Editori, novembre 1987; a cura di F. Camisasca, Collana Eolo. Letture per la scuola n.5, Adelphi-La Nuova Italia, 1993, ISBN 88-221-1209-1; Collana Opere di Tolkien, Milano, Rusconi, 1997, ISBN 978-88-181-2168-1; Milano, Mondolibri, 2002.
- Lo hobbit o la Riconquista del Tesoro, traduzione di Elena Jeronimidis Conte, Collana gli Adelphi n.3, Milano, Adelphi, 1989, ISBN 978-88-459-0688-6.
- Lo Hobbit annotato da Douglas A. Anderson (The Annotated Hobbit, 1988), traduzione di Elena Jeronimidis Conte, trad. di note e apparati di Grazia Maria Griffini, Milano, Rusconi, ottobre 1991, ISBN 88-18-12100-6. - Edizione Club, 1992; I ed. in brossura, Rusconi, novembre 1997, II ed. ottobre 1998, ISBN 978-88-181-2168-1; Collana I libri di Tolkien, Milano, Bompiani, ottobre 2000, ISBN 978-88-452-9063-3; ed. illustrata da Alan Lee (ed. orig., 1997), Bompiani, 2003, ISBN 978-88-452-9260-6.
- Lo Hobbit con illustrazioni di Alan Lee, traduzione di Caterina Ciuferri in collaborazione con Paolo Paron, Collana I Grandi Tascabili n.1210, Milano, Bompiani, 2012, ISBN 978-88-452-6834-2. - ed. illustrata da Jemina Catlin, Collana Narrativa straniera, Bompiani, 2013, ISBN 978-88-452-7440-4; Ed. Deluxe illustrato da Alan Lee, Collana Narrativa straniera, Bompiani, 2018, ISBN 978-88-452-9920-9.
- Lo Hobbit annotato da Douglas A. Anderson, traduzione di C. Ciuferri in collaborazione con P. Paron, ed. rivista, ampliata e annotata, Collana I Grandi Tascabili n.1214, Milano, Bompiani, 2012, ISBN 978-88-452-7140-3.
- Lo Hobbit. Illustrato dall'Autore, traduzione di Wu Ming 4, Prefazione di Christopher Tolkien (1987), Collana Illustrati, Milano-Firenze, Bompiani, 2024, ISBN 978-88-301-1041-0.